# Agrostis setosa
Agrostis setosa é uma espécie de gramínea do gênero Agrostis, pertencente à família Poaceae.